# Associazione Polisportiva Partenope
L'Associazione Polisportiva Partenope è una società polisportiva della città di Napoli, fondata nel 1951.
Nel 1952 la polisportiva viene riconosciuta "ente morale" dal Presidente della Repubblica Luigi Einaudi.
L'Associazione Polisportiva Partenope ha attive dieci sezioni: atletica leggera, ginnastica artistica, ginnastica ritmica, judo, nuoto, pallacanestro, pallavolo, rugby, scherma, triathlon e aikidō.

## Onorificenze
- Stella d'Oro al Merito Sportivo: 2003
- Stella d'Argento al Merito Sportivo: 1982
- Stella di Bronzo al Merito Sportivo: 1979

## Palmarès

### Pallacanestro
- Coppa Italia: 1

1968
- Coppa delle Coppe: 1

1969-70

### Rugby
- Campionati italiani: 2
1964-65, 1965-66